# Peñaflor (Sevilla)
Peñaflor is een gemeente in de Spaanse provincie Sevilla in de regio Andalusië met een oppervlakte van 83 km². In 2007 telde Peñaflor 3740 inwoners.